# Neoneli
Neoneli är en ort och kommun i provinsen Oristano i regionen Sardinien i Italien. Kommunen hade 679 invånare (2017).